# Тарреґа
Тарреґа (місцева вимова: [targɛ] або [targa]) — місто в Каталонії, столиця кумарки Урхель, провінції Льєйда. Місто розташовано на шляху Барселона-Льєйда. Місто відоме щорічним Театральним ярмарком, який є найважливішим міжнародним майданчиком сценічного мистецтва з найдовшою історією в Іспанії та одним із найактуальніших у Європі.

## Географія
Тарреґа розташований у провінції Льєйда, в долині річки між гірською системою у передгір'ї Піренеїв Сьєрра-дель-Монтсек та Каталонськими горами. Висота муніципалітету коливається від 505 м на південний схід до 305 м на північний захід. Місто піднімається на висоту 373 м над рівнем моря. На його території виділяється гора Сант-Елої, висотою 420 метрів над рівнем моря. Він зручним оглядовим майданчиком на краєвиди Тарреґа. По південній території міста протікає річка Ондара, ліва притока річки Сегре, басейну Ебро. Місто має середземноморський клімат з певним впливом континентального клімату.
Навколо міста розташовані села з пейзажами багатовікових оливкових дерев, фруктовими садами та сільськогосподарськими угіддями.
Муніципальну територію перетинають автомагістралі, які з'єднують Монбланш з Артеза-да-Сеґра, Барселону з Манреза.

План середньовічного міста Тарреґа.

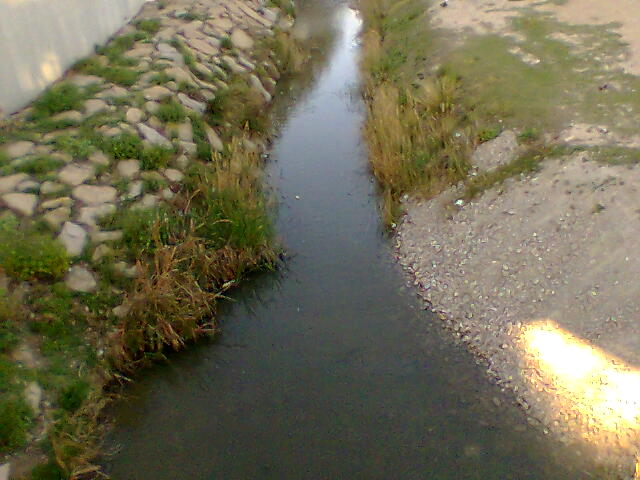
Річка Ондара, що проходить через місто Тарреґа

## Історія
Витоки Тарреґа сягають корінням в середину ХІ століття, коли граф Барселони Рамон Беренгер I завоював його замок. Середньовічна Тарреґа була розташована на стратегічному роздоріжжі. В місті проводились ярмарки та ринки, були гільдії золотих майстрів і ремісників, братства, церква. Тарреґа була столицею бегерії. У 1242 році місту були надані привілеї для регулярності муніципального управління, у 1458 році — привілей проводити ринок у понеділок.
У 14 столітті місто потерпало від чуми та феодального насильство. З 15-го по 19-те століття Тарреґа була сільським містом, без розвитку ремесел.
18-те століття було століттям розширення та великих проектів: будівництво дзвіниці, будинків для офіцерів, мощення вулиць. Тарреґа у першій половині 19 століття залишалася бідним містом, пов'язаним із сільським господарством. У 1862 році відбулося урочисте відкриття залізничної лінії Манреса-Тарреґа-Ллейда. У 1884 році Альфонсо XII Тарреґа надав титул «місто». Присвоєння цього статусу було подією, яка передбачала міську трансформацію, модернізацію інфраструктури та організацій, зростанню розвитку культурного життя.
Наприкінці 19 століття будівництво ряду основних інфраструктур, таких як світло і телефон, і розвиток повітових доріг також вплинуло на розвиток міста.
На рубежі 20-го століття Тарреґа налічувала трохи менше 5000 жителів.
Але тільки у 60-х роках ХХ століття місто почало інтенсивно розвиватися під час економічного та промислового вибуху.
Тарреґа у ХХІ столітті планує розвивати сферу послуг, будівництво проекту каналу Сегарра-Гаррігес, який бореться за покращення дорожнього сполучення.

## Економіка
Географічне розташування міста та комунікаційні шляхи, які сходяться в ньому, зробили Тарреґу можливим для того, щоб стати одним із важливих торговельних та туристичних центрів у провінції Льєйда. Щотижневий понеділковий ринок в Тарреґа збирає людей з усього Урхель та сусідніх кумарок. Під час Театрального ярмарку, який проходить щороку у другі вихідні вересня в Тарреґа до міста приїжджає багато туристів. Місто має розвинуту готельну, ресторанну та туристичну галузі сфери послуг. Сфера послуг є основною економічною діяльністю міста, в ній працюють малі та середні підприємства. Зона економічного сприяння міської ради Тарреги присвячена динамізації комерційного та ресторанного секторів міста, для створення міста з організацією фестивалів, ринків та інших заходів для просування місцевого бізнесу.
Департамент економічного сприяння просуває розвиток в місті гастрономічного туризму. Професійно проводиться реклама заходів у місті. На сайті міста освітлюються події та анонси.

## Демографія
Станом на 31 грудня 2022 року Тарреґа нараховував 18 398 жителів. Для порівняння демографічної ситуації в таблиці показані данні окрім міста Тарреґа ще інших міст регіону (дивись таблицю)
2015 року столиця Урхель має приріст населення. Природний приріст у Таррезі є позитивним, оскільки протягом 2022 року було 202 народження порівняно зі 157 смертями.
Більша частина демографічного зростання проходиться на механічну міграцію. У 2022 році Тарреґа прийняло 164 громадянина з України.
Зараз у Таррезі проживає до 69 різних національностей. Що стосується іноземних громад, населення з марокканським громадянством залишається найбільшим (1602 жителя), за ним йдуть румуни (849), українці (643), колумбійці (200), болгарці (182) і сенегалці (158).
Статева структура населення Тарреґа має 9242 жінок та 9156 чоловіків
| 1497 f | 1515 f | 1553 f | 1717  | 1787  | 1857  | 1877  | 1887  | 1900  | 1910  |
| ------ | ------ | ------ | ----- | ----- | ----- | ----- | ----- | ----- | ----- |
| 285    | 323    | 310    | 1.413 | 3.909 | 5.687 | 5.761 | 6.114 | 6.477 | 6.951 |

| 1920  | 1930  | 1940  | 1950  | 1960  | 1970   | 1981   | 1990   | 1992   | 1994   |
| ----- | ----- | ----- | ----- | ----- | ------ | ------ | ------ | ------ | ------ |
| 7.413 | 7.884 | 7.783 | 8.622 | 8.918 | 10.281 | 10.959 | 11.438 | 11.282 | 11.521 |

| 1996   | 1998   | 2000   | 2002   | 2004   | 2006   | 2008   | 2010   | 2012   | 2014   |
| ------ | ------ | ------ | ------ | ------ | ------ | ------ | ------ | ------ | ------ |
| 11.855 | 12.181 | 12.548 | 13.210 | 13.999 | 15.155 | 16.481 | 17.189 | 16.731 | 16.587 |

| 2016   | 2018   | 2020   | 2022   | 2024 | 2026 | 2028 | 2030 | 2032 | 2034 |
| ------ | ------ | ------ | ------ | ---- | ---- | ---- | ---- | ---- | ---- |
| 16.481 | 17.233 | 17.931 | 18.398 | -    | -    | -    | -    | -    | -    |

| Населений пункт              | Кількість осіб | Кількість осіб |
| Населений пункт              | 2019           | 2022           |
| ---------------------------- | -------------- | -------------- |
| Ель-Тальядель                | 222            | 248            |
| Кларавальс                   | 117            | 115            |
| Альтет                       | 104            | 107            |
| Санта-Марія-де-Монмагастрель | 50             | 47             |
| Фігероза                     | 48             | 67             |
| Ріудовель                    | 11             | 13             |
| Тарреґа                      | 16 546         | 18 398         |

## Місцевий устрій та влада

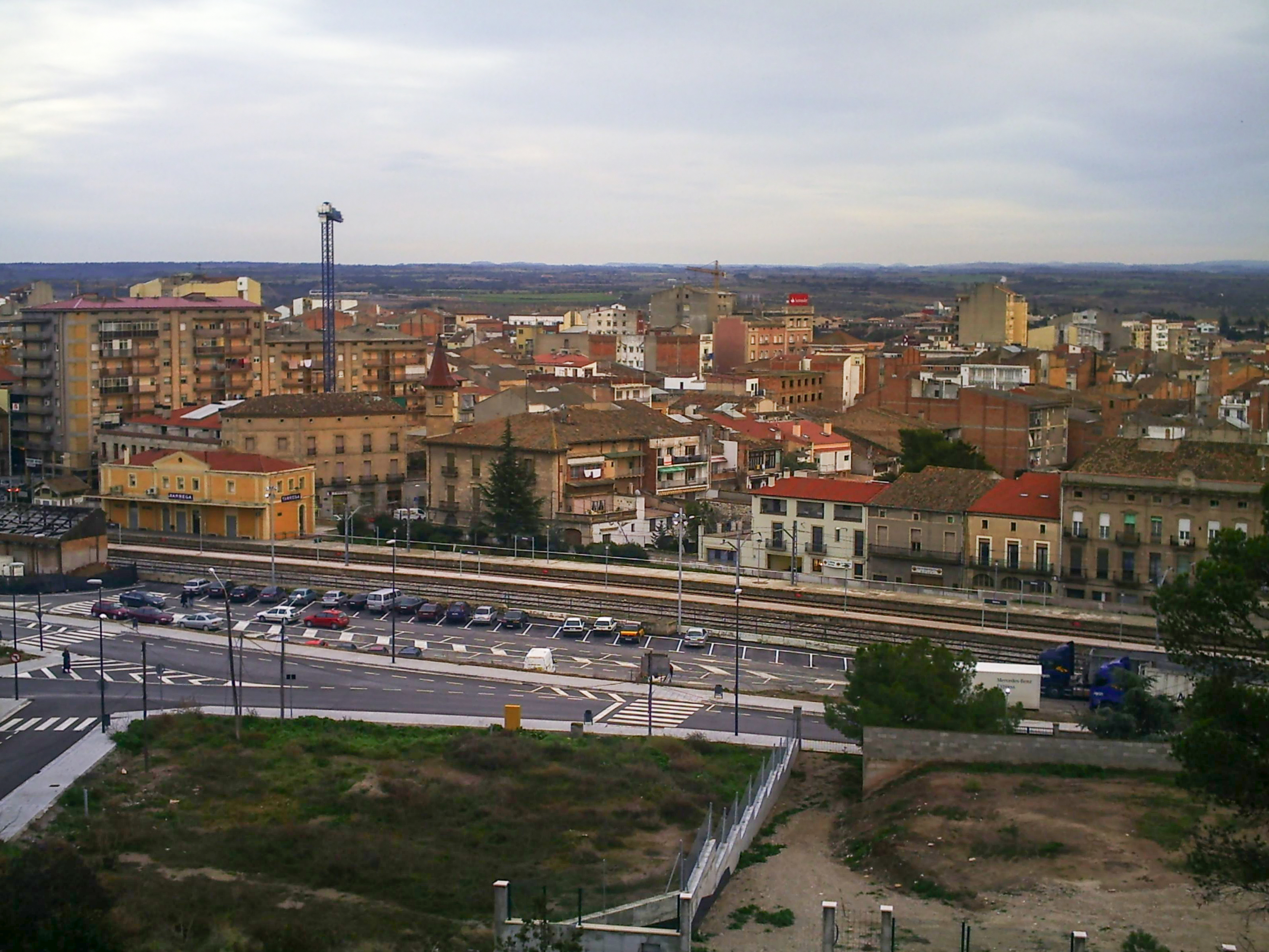
Вид на східну частину Тарреґи.

### Адміністративний поділ
Тарреґа адміністративно поділена на шість районів. Кожен район функціонує як політична одиниця зі своїми повноваженнями, які допомагають децентралізувати політику міста та змушують громадян відчувати себе ближчими до адміністрації. Територіальний поділ на райони відповідає географічним чи історичним особливостям міста: Старе місто, район парку Сент-Елої, район Проспекта Кармен, Індустріальний та передмістя.

### Дані про муніципальні вибори (2019 рік) в Тарреґа
| Муніципальні вибори 26 травня 2019 року — Тарреґа                                       | Муніципальні вибори 26 травня 2019 року — Тарреґа                                       | Муніципальні вибори 26 травня 2019 року — Тарреґа | Муніципальні вибори 26 травня 2019 року — Тарреґа | Муніципальні вибори 26 травня 2019 року — Тарреґа | Муніципальні вибори 26 травня 2019 року — Тарреґа |
| Кандидатура                                                                             | Кандидатура                                                                             | Список                                            | Голоси                                            | Голоси                                            | Радники                                           |
| --------------------------------------------------------------------------------------- | --------------------------------------------------------------------------------------- | ------------------------------------------------- | ------------------------------------------------- | ------------------------------------------------- | ------------------------------------------------- |
| Разом до Тарреґа (Junts per Tàrrega)                                                    | Разом до Тарреґа (Junts per Tàrrega)                                                    | Роза Марія Перелло та Ескода                      | 2436                                              | 34,30 %                                           | 7 (-1)                                            |
| Республіканські ліві Каталонії — Муніципальна угода                                     | Республіканські ліві Каталонії — Муніципальна угода                                     | Оскар Аменос і Боррегеро                          | 1716                                              | 24,16 %                                           | 5 (+2)                                            |
| Кандидатура Народної Єдності (d'Unitat Popular) — Муніципальна угода                    | Кандидатура Народної Єдності (d'Unitat Popular) — Муніципальна угода                    | Даніель Еске і Відаль                             | 1128                                              | 15,88 %                                           | 3 ()                                              |
| Партія соціалістів Каталонії (Partit dels Socialistes de Catalunya) — кандидат прогресу | Партія соціалістів Каталонії (Partit dels Socialistes de Catalunya) — кандидат прогресу | Сільвері Каро і Кабрера                           | 859                                               | 12,10 %                                           | 2 ()                                              |
| Інші кандидатури                                                                        | Інші кандидатури                                                                        |                                                   | 845                                               | 11,91 %                                           | 0 (-1)                                            |
| Пусті голоси                                                                            | Пусті голоси                                                                            |                                                   | 118                                               | 1,66 %                                            |                                                   |
| Усього дійсних голосів і членів ради                                                    | Усього дійсних голосів і членів ради                                                    | Усього дійсних голосів і членів ради              | 7102                                              | 100 %                                             | 17                                                |
|                                                                                         | Пісті[що?] голоси                                                                       | Пісті[що?] голоси                                 | 36                                                | 0,50 %                                            |                                                   |
| Участь (дійсні голоси плюс недійсні)                                                    | Участь (дійсні голоси плюс недійсні)                                                    | Участь (дійсні голоси плюс недійсні)              | 7138                                              | 65,11 %**                                         |                                                   |
| Утримались від голосування                                                              | Утримались від голосування                                                              | Утримались від голосування                        | 3825*                                             | 34,89 %**                                         |                                                   |
| Загальний виборчий список                                                               | Загальний виборчий список                                                               | Загальний виборчий список                         | 10.963*                                           | 100 %**                                           |                                                   |
| Мер: Марія Альба Піхуан і Вальверду Абсолютною більшістю голосів радників (10 голосів)  |                                                                                         |                                                   |                                                   |                                                   |                                                   |
| Джерело: Diari Ara (* Це не голоси, а виборці. ** Відсоток до виборчого списку.)        |                                                                                         |                                                   |                                                   |                                                   |                                                   |

### Список мерів міста Тарреґа
| Період      | Прізвище та ім'я              | Політична партія               | Дата виборів |
| ----------- | ----------------------------- | ------------------------------ | ------------ |
| 1979–1983   | Eugeni Nadal Salat            | Конвергенція та Єднання        | 19/04/1979   |
| 1983–1987   | Eugeni Nadal Salat            | безпартійний                   | 23/05/1983   |
| 1987–1991   | Delfí Robinat Elías           | безпартійний                   | 30/06/1987   |
| 1991–1995   | Frederic Gené i Ripoll        | Конвергенція та Єднання        | 15/06/1991   |
| 1995–1999   | Frederic Gené i Ripoll        | Конвергенція та Єднання        | 17/06/1995   |
| 1999–2003   | Frederic Gené i Ripoll        | Конвергенція та Єднання        | 03/07/1999   |
| 2003–2007   | Joan Amèzaga i Solé           | Соціалістична партія Каталонії | 14/06/2003   |
| 2007–2011   | Joan Amèzaga i Solé           | Соціалістична партія Каталонії | 16/06/2007   |
| 2011–2015   | Rosa Maria Perelló Escoda     | Конвергенція та Єднання        | 11/06/2011   |
| 2015–2019   | Rosa Maria Perelló Escoda     | Конвергенція та Єднання        | 13/06/2015   |
| 2019-2023   | Maria Alba Pijuan i Vallverdú | Республіканські ліві Каталонії | 16/06/2019   |
| Des de 2023 | Maria Alba Pijuan i Vallverdú | Республіканські ліві Каталонії | 17/06/2023   |

## Пам'ятки культури та історії

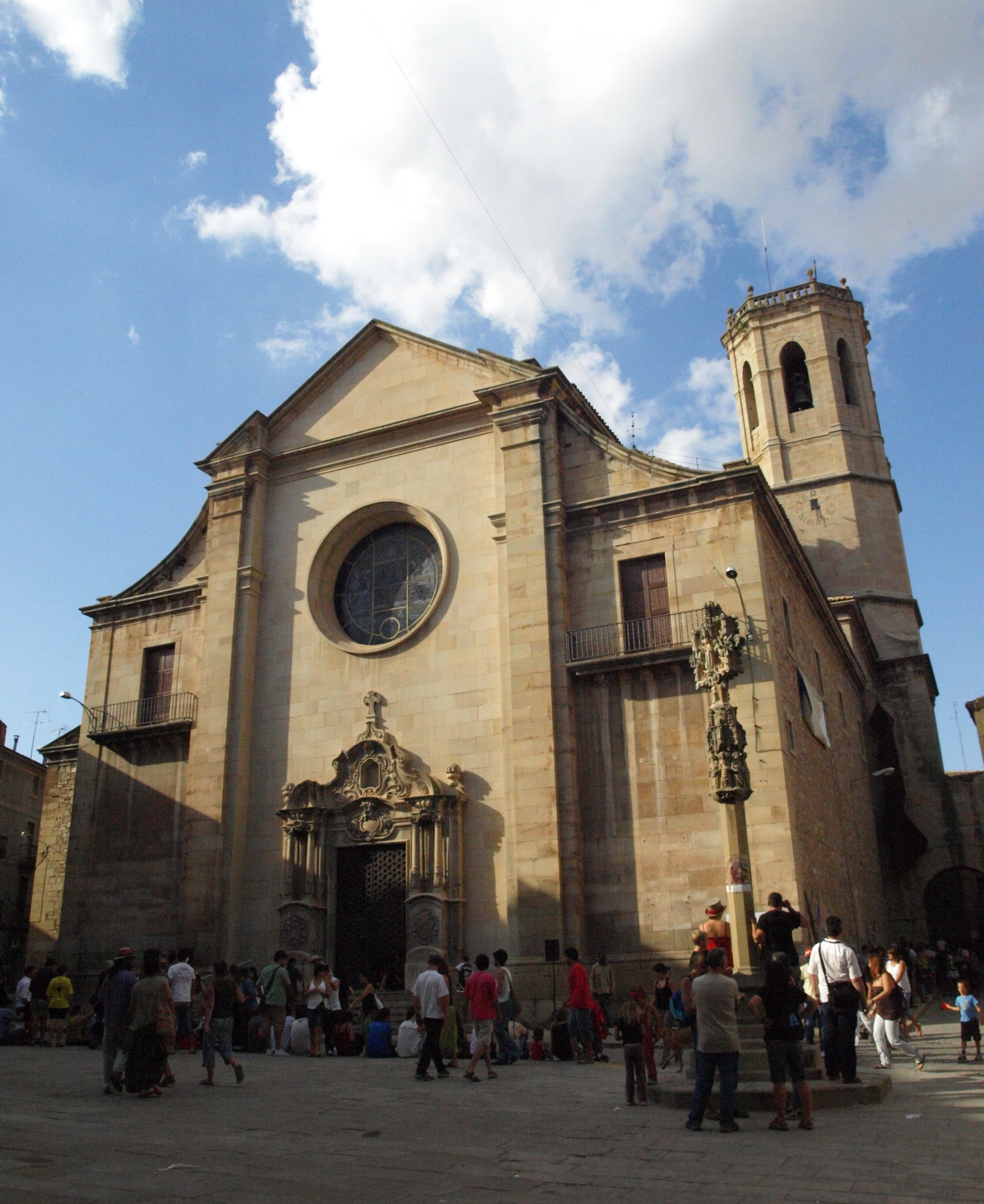
Церква Санта-Марія-де-л'Альба

У центрі міста розташована площа Кармен, більш відома як Паті, на якій встановлено статую на честь відомого композитора Таргарієна Рамона Карнісера (1789—1855). Уздовж вулиці Кармен, однієї з найстаріших вулиць міста, є кілька будівель із готичною архітектурою та романський Палац Маркеса Флореста, побудований у 13 столітті. На Головній площі міста розташовані: міська ратуша, парафія, модерністська будівля 17-е століття. Ратуша має фасад у стилі ренесансу, побудована у 1674 році. Ратуша Тарреґа включено до Переліку архітектурної спадщини Каталонії. Будівля Повітового музею побудована 17-18 столітті. В його фондах зберігаються деякі дворянські інтер'єри 18-19 століття. На площі Сан Антоніо розташована однойменна церква, яка була побудована в 14 столітті. Біля ЇЇ входу є дві старовині готичні скульптури.
Серед визначних пам'яток міста слід виділити парк на горі Сант-Елої, який був закладений на початку створення міста. Рослинність, яку можна знайти там, багата та різноманітна, головним чином це сосни, дуби та багатовікові оливкові дерева. Цікаво, що в парку можна знайти трактор Fordson 1917 року, який першим працював на землі Урхель.

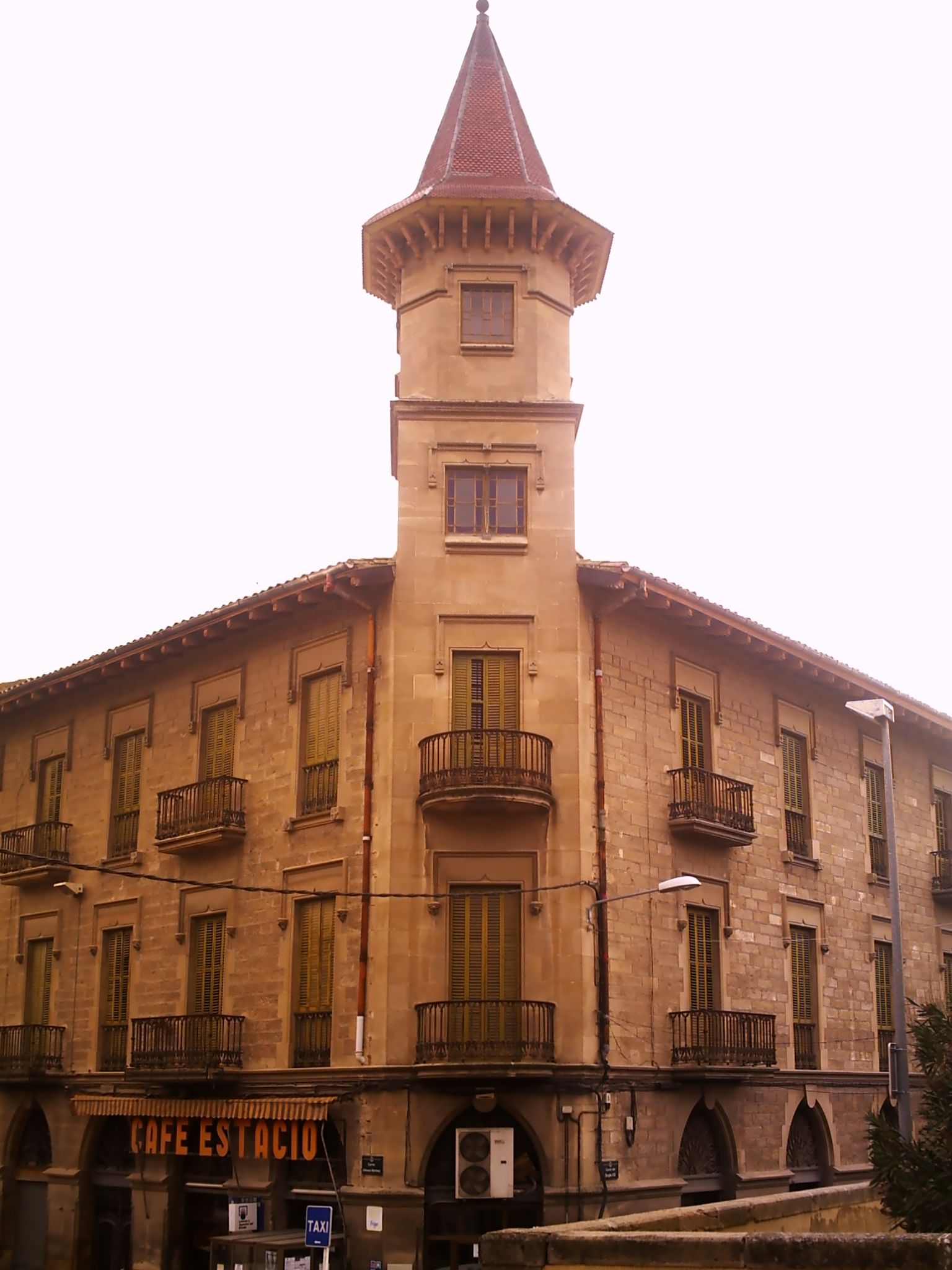
Модерністська будівля «Cal Maimó», 1898 рік, архітектор Жузеп Пуч-і-Кадафалк

### Список туристичних об'єктів Тарреґа
- Старе місто
  - Замок (залишки, 10 ст.)
  - Ратуша (17 ст.)

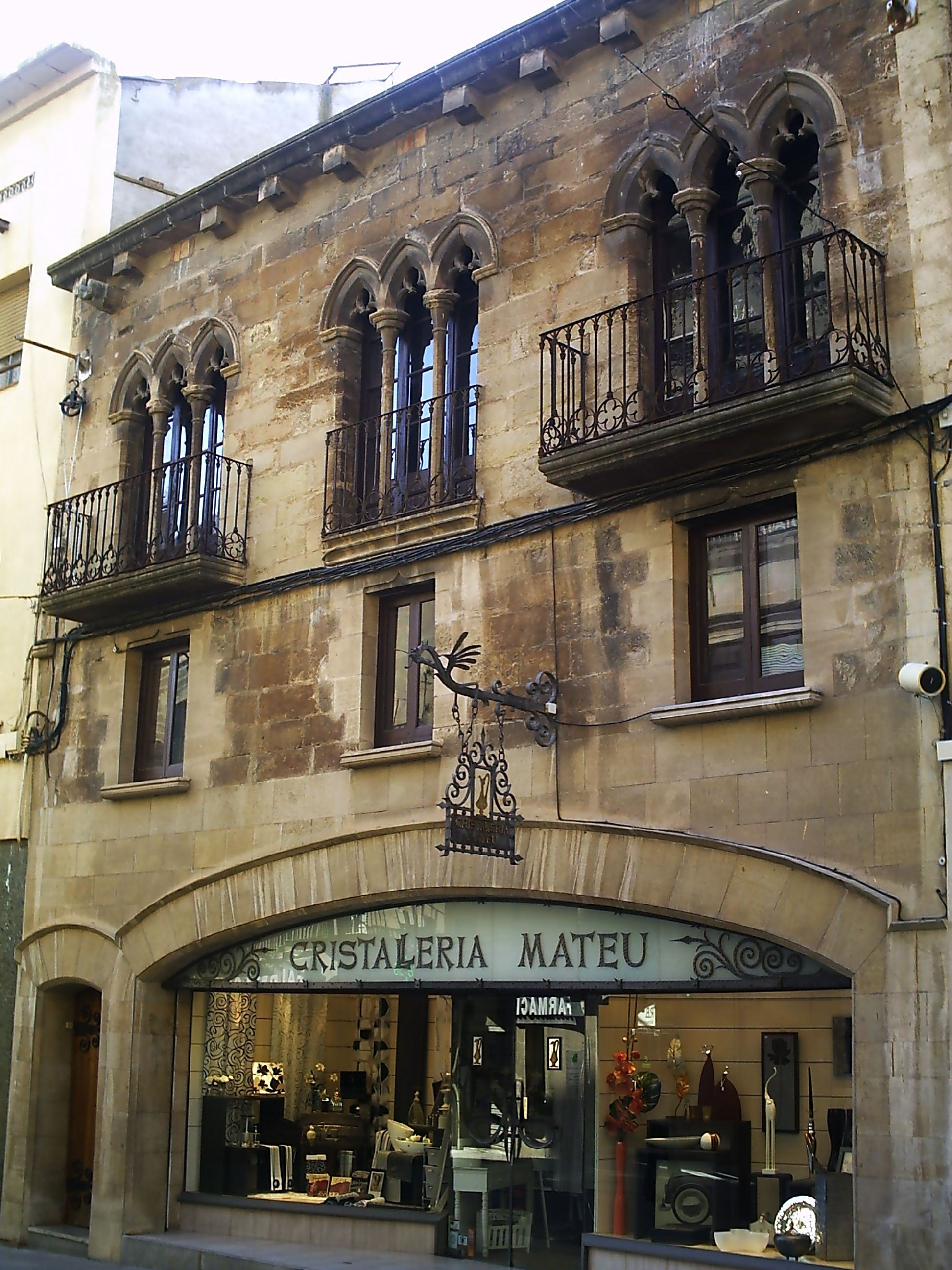
Фасад будинку магазину «Скляна лавка Матеу», 18 століття

  - Торгово-промислова палата (1886 рік)
  - Будинок Ощадно-пенсійного банку (19-20 ст)
  - Церква св. Марія де л'Альба (1672–1742 рр)
  - Церква Святого Антонія (14 ст.)
  - Придорожній хрест (Головна площа)
  - Будинок лікарні (1740 рік)
  - Будинки Енріка де Карсера (1909)
  - вул. Кармен
    - Палац Маркіза де ла Флореста (XIII ст.)
    - Будинок Собіс (16 століття)

  - вулиця Агодерс
    - Будинок Регіональної ради Урхель (17 століття)

  - Будинок культури
  - Будинок Регіонального музею Урхеля (17 століття)
  - Руїни єврейської шкіряної фабрики Млин Кодіна (16 століття)
  - Фасад єврейської печі (ренесанс, 16 століття)[12]
- Монастир Кармелітів
- Еспланада «Поле школярів»
- Парк Сант Елої
- Повітовий історичний архів
- Ель Патіо (Площа Кармен)
- Проспект де Каталонія
  - Будинок «Кел Сарріс» (1902 рік)
  - Будинок «Ca l'Argelich» (початок 20 століття)
  - Будинок «Кел Коста» (початок 20 століття)
- вул. 20 століття
  - Млин Balcells (1921 рік)
  - Будинок «Cal Maimó» (1898 рік)[13]
  - Готель «Fonda d'Espanya» (19 століття)
  - Залізнична станція
- Фабрика сільськогосподарського машинобудування Я. Трепат (початок 20 століття)
- Театр Атенеум (1922 рік)
- Будівля «Cal Maginet» (19-20 століття)
- Скит у парку Сант-Елої

### Опис деяких історичних архітектурних об'єктів

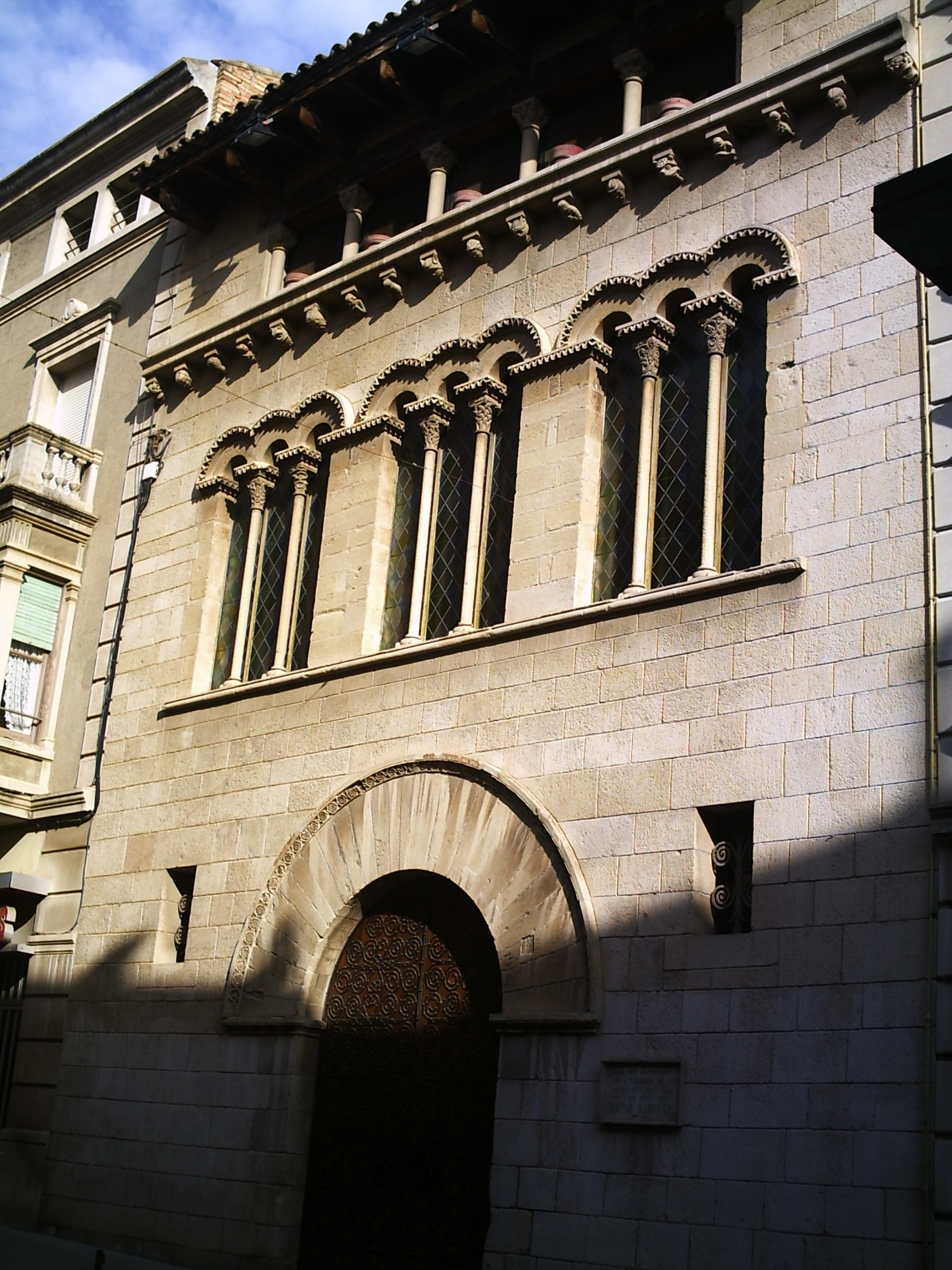
Палац Маркіза де ла Флореста
Будівля 13 століття, з фасадом у каталонському цивільному романському стилі, належала маркізу де ла Флореста. У 1980 році його було оголошено культурним надбанням національного інтересу, інтегрованим у художній ансамбль. Будівля чудово збереглася, і вона розташована на початку вулиці Кармен, між двома сучасними будівлями 20 століття. На будівлі збереглись оригінальні вікна-трифорії у формі напівкруглих арок. Цей будинок, включено до Переліку архітектурної спадщини Каталонії.
Замок Тарреґа
Перша документальна згадка про замок відноситься до 1056 року, коли граф Рамон Беренгер I передає замок своїй дружині. Сьогодні від цієї будівлі, якій незабаром виповниться тисячоліття, залишилося лише кілька частин. У 1985 році його було включено до Переліку архітектурної спадщини Каталонії.
Резиденція повітової ради
Це старий садибний будинок, який зараз є домом для школи мистецтв і ремесел, побудований у 1800 році. Він має три поверхи та мансарду. Її головний фасад дуже простий, побудований з оштукатуреної кладки та обробленого каменю. Задній фасад зроблено з каменю та має велику галерею на висоті першого поверху. Будівля охороняється як культурне надбання місцевого значення.
Скит Сант-Елоі
Скит на горі Сант-Елоі — це романська будівля, збудувана у 1248 році. Однонефна будівля, що має п'ятигранну багатокутну апсиду з дерев'яним дахом та стрілчастими арками. Дзвіниця має 4 дзвони. У 1977 році його було оголошено культурним надбанням національного інтересу.
Церква Матері Божої Милосердя
Женочий монастирь був закладений у 1227 році Хайме I. Церква в монастирі зазнала кількох модифікацій, серед яких виділяється розширення будівлі в 1803 році. Церква має унікальну поперечний наву, перекриту стовбуровим склепінням. В апсиді вміщено образ із Матір'ю Божою Милосердя, яке було зроблено у 1835 році. Сьогодні церква належить Школі Піа.
Церква Санта-Марія-де-л'Альба
Парафіяльна церква Санта-Марія-де-л'Альба — це будівля в класичному стилі каталонського бароко за проектом Фра Хосепа де ла Консепсіо. Вона була побудована на місці церкви, яка була зруйнована в 1674 році внаслідок падіння на неї дзвіниці. Будівельні роботи закінчилися в 1742 році. Дзвіниця з восьмикутною вежею оснащена великою кількістю дзвонів, а в середині храму знаходяться реліквії Святих Тернів, образ Санта-Марія-де-л'Альба та готична кустодія. У повітовому музеї досі зберігаються в хорошому стані три готичні скульптури з дванадцяти апостолів, які були всередині старої церкви, яку було знесено. Церква Санта-Марія-де-л'Альба входить до списку захисту культурної спадщини Каталонії категорія «Культурне надбання місцевого значення».
Кам'яний хрест
Готичний кам'яний хрест є яскравим виразником стиля каталонської готики 15 століття. Верхня частина хреста була пошкоджена в 19 столітті, коли його знесло штормовим вітром. В 20 столітті, після успішної реконструкції, його перенесли на Головну площу. У 1980 році його було оголошено культурним надбанням національного рівня.

## Транспорт

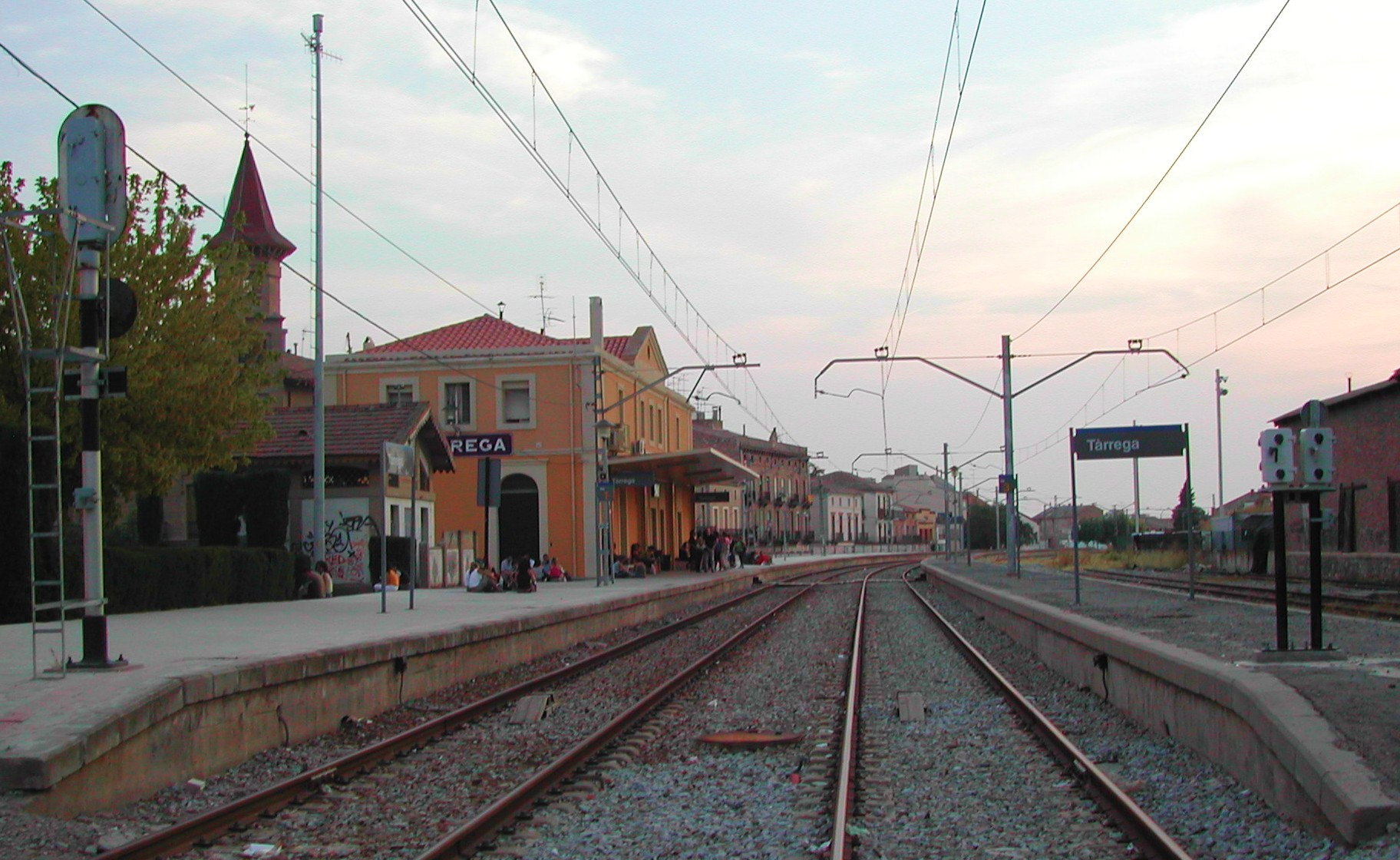
Будівля вокзалу Тарреґа

Для пересування між різними містами кумарки Урхель є два напрямку мережі залізничного транспорту, які проходять через місто та здійснюють близько 50 мільйонів поїздок на рік.(див. малюнок-схему) Існує також широка мережа міських та міжміських автобусів.

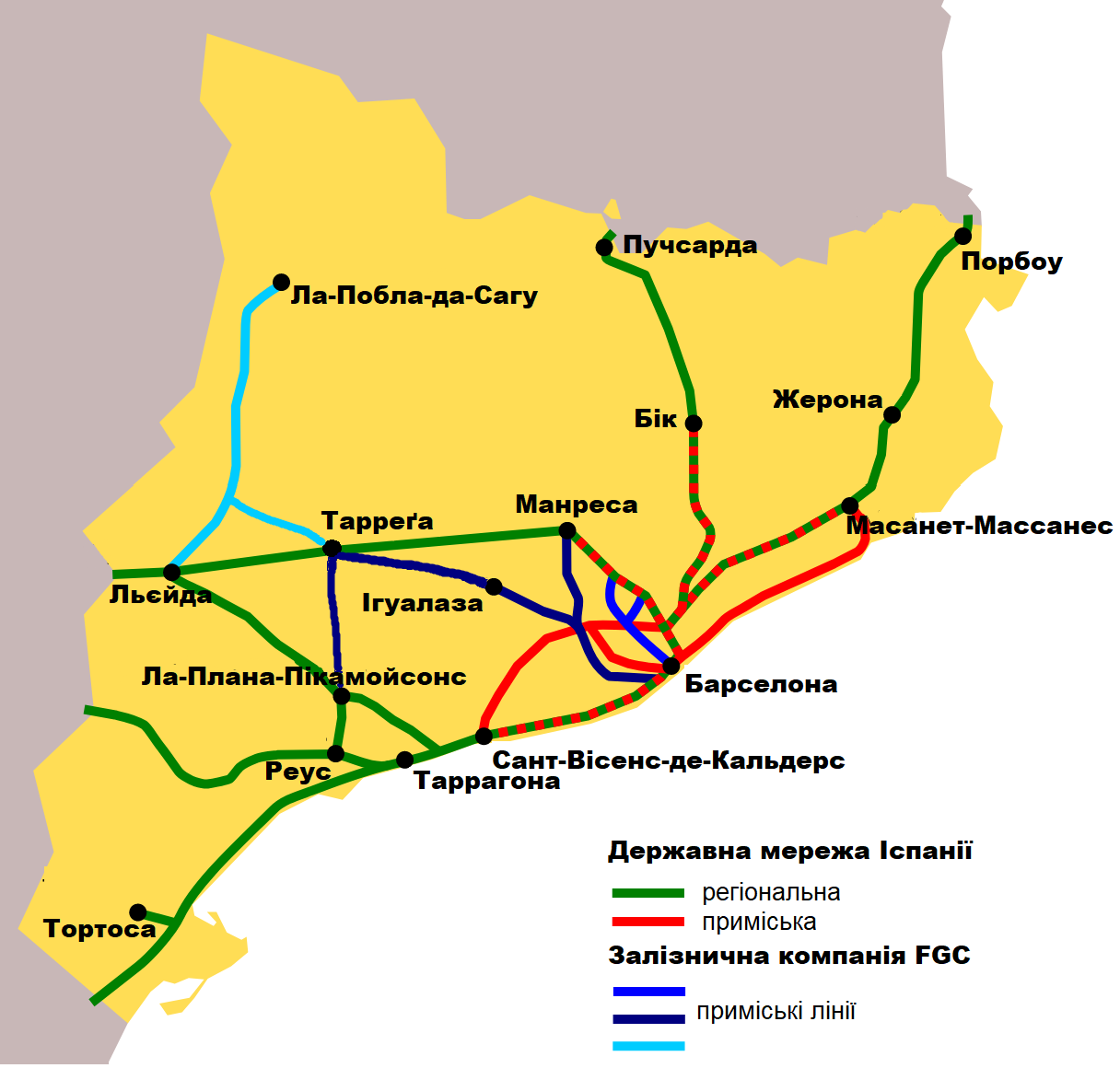
Схема залізниць Каталонії

Внутрішня мережа громадського транспорту міста має мережу TárregaBus, яка досягає всіх куточків міста, наразі складається з 28 зупинок і 8,2 км. Іншою службою громадського транспорту в місті є туристичний автобус. Це одноповерхові автобуси, що рухаються маршрутами, які мають зупинки в основних туристичних точках міста та послугу гіда, який коментує найцікавіші об'єкти маршруту. Цей сервіс інтегрований і працює з квитковою системою, яка діє протягом одного дня.
Тарреґа має 7-кілометрову мережу велосипедних доріжок по всьому місту.
Автомобільне сполучення через Тарреґа об'єднує всю Каталонію. Через місто проходять Національний шлях з Мадрида до Барселони та Франції (National II) і шосе 14 від Ла-Сеу д'Уржель до Салоу.
В 50 км від Тарреґи у січні 2010 року було відкрито аеропорт Льєйда в муніципалітеті Алґуайра, куди можна здійснювати національні, міжрегіональні та міжнародні рейси.

### Відстані
У наступній таблиці показано відстані між Тарреґою та найважливішими містами провінції та Каталонії.
| Місто    | Відстань (км) | Місто     | Відстань (км) | Місто      | Відстань (км) | Місто     | Відстань (км) |
| -------- | ------------- | --------- | ------------- | ---------- | ------------- | --------- | ------------- |
| Леріда   | 49.2          | Барселона | 109           | Жирона     | 195           | Таррагона | 75            |
| Ігуалаза | 47.7          | Манреса   | 66.1          | Моллерусса | 22.7          | Реус      | 64.3          |
| Камбрілс | 80.9          | Пучсарда  | 160           | Балагер    | 34.2          | Сервера   | 12.8          |

## Освітні заклади Тарреґа
В Тарреґа працюють три дитячі садочки, п'ять центрів народної освіти, два скоординовані освітні центри. Також в місті працюють Центри післяшкільної освіти: Школа для дорослих, Школа мистецтва та дизайну Ондара, Сільськогосподарська школа, Муніципальна музична школа, Школа офіційних мов, Школа громадських робіт.

## Ярмарки, фестивалі та базари

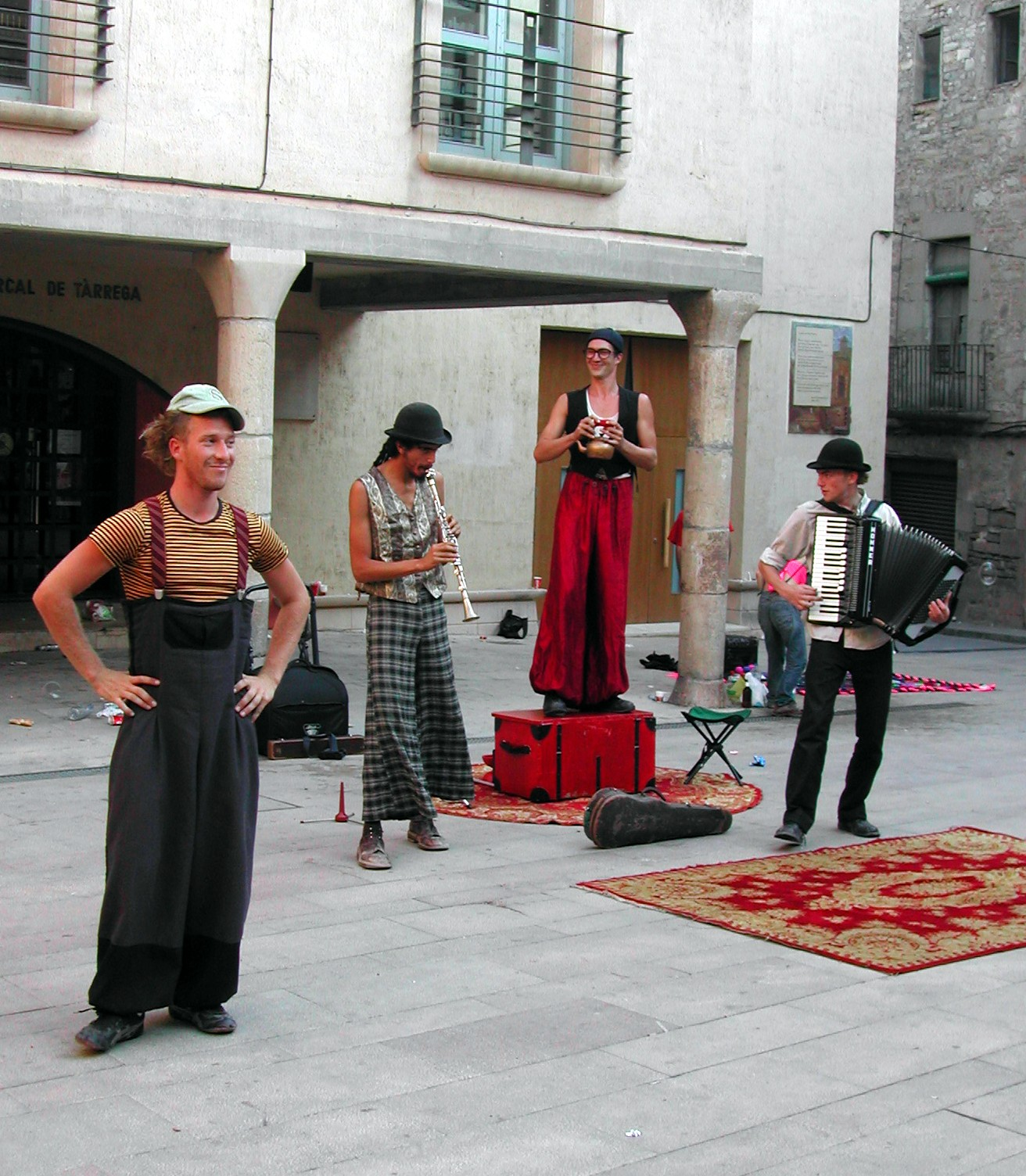
Виступ гурту Гумористи.

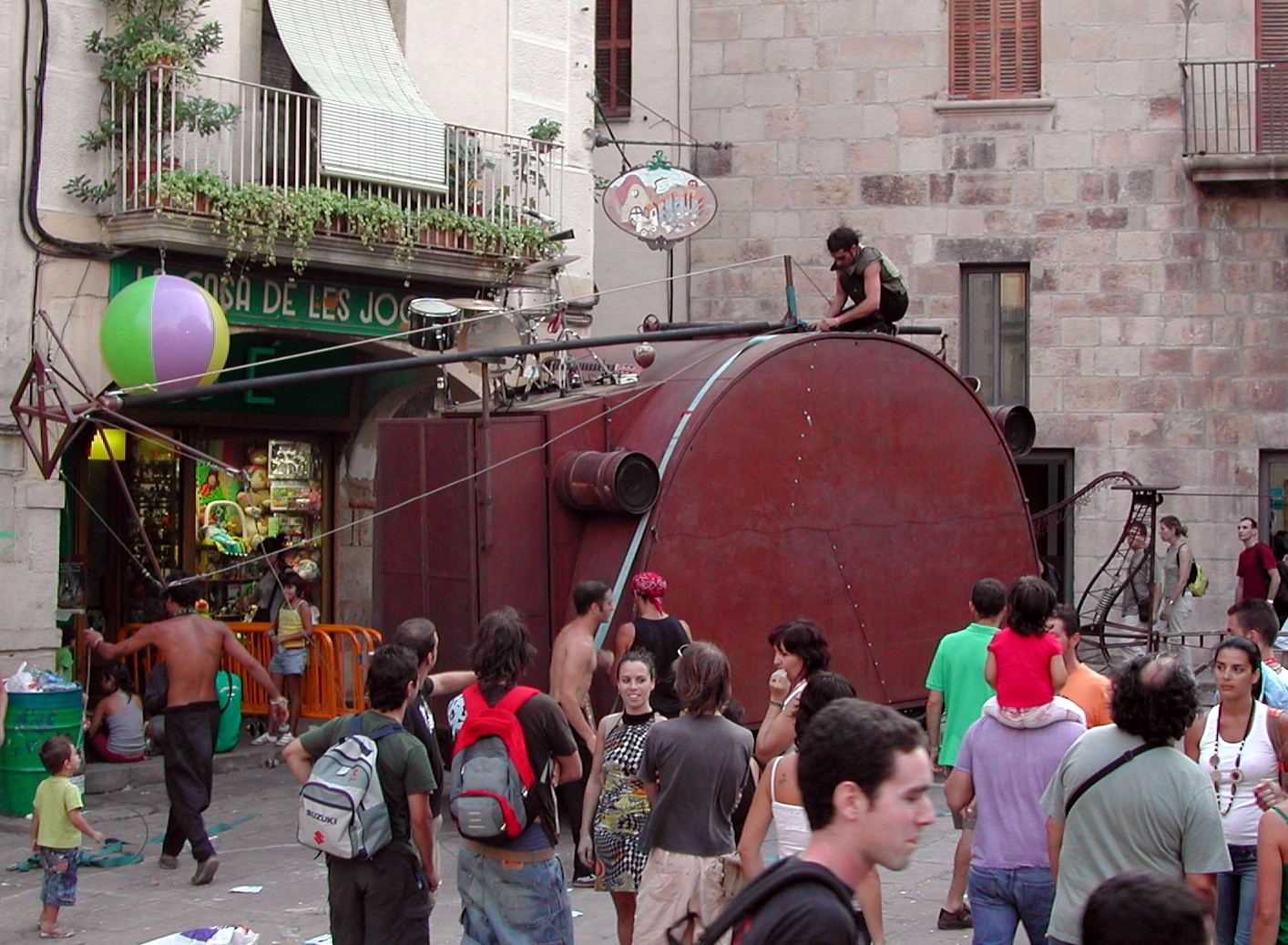
Перформанс на Головній площі

Серед соціальних і культурних заходів, які відбуваються в Тарреґа, найбільш відомий та популярний є Театральний фестиваль, конкурс, який повторюється кожного вересня і вітає компанії та відвідувачів з усього світу.
- Також проводяться такі заходи:
- Мисливський ярмарок
- Екологічний ярмарок
- Кухарський ярмарок та викладка хлібобулочних виробів
- Ярмарок художників і традиційних ремесел
- Торговий ярмарок «Три круга»
- Фестиваль «Травневе свято»
- Середньовічний нічний парад
- Вересневий головний фестиваль
- Збір святого Елоя
- Кавалькада королів
- Ринок антикваріату та мистецтва
- Ринок марок, монет і шпильок
- «Меркапатті» — торговий фестиваль
- Ринок знижок і можливостей
- Щотижневий ринок у понеділок вранці

## Громадські організації Тарреґа
- Екскурсійна група Urgell
- Ескорт-група та гіди
- Асоціація спритності
- 100 X 100 Fondistas
- Милосердна асоціація
- Асоціація Альба
- Асоціація друзів дерева
- Асоціація гвінейських іммігрантів Леріди
- Жіноча асоціація Корінь
- Культурна асоціація Guixanet
- Мусульманська асоціація Альмонатаділа
- Асоціація національної культури Guixanet
- Асоціація магрибських іммігрантів Sant Eloi
- Асоціація союзу сенегальської громади
- Класна кімната університету
- Карнавальна комісія
- Кіноклуб La Lloca
- Модельний клуб
- Тенісний клуб
- Плавальний клуб
- Дитячий хор Местре Гуель
- Фонд La Xarxa
- Центр дозвілля
- Гурток екології та навколишнього середовища
- Театральна група BAT
- Товариство мисливців
- Tàrrega Sports Union
- Молодий Батукада